# Oberlienz
Oberlienz är en ort och kommun i distriktet Lienz i förbundslandet Tyrolen i Österrike.
Kommunen består av tre orter (Ortschaften) (inom parentes invånarantal 1 januari 2024):
- Glanz (104)
- Oberdrum (489)
- Oberlienz (894)